# Mały Kajman
Mały Kajman (ang. Little Cayman) – wyspa na Morzu Karaibskim, najmniejsza z trzech wysp tworzących brytyjskie terytorium Kajmanów. Położona jest 140 km na północny wschód od Wielkiego Kajmanu i 8 km na zachód od wyspy Cayman Brac. Wyspę zamieszkuje około 170 osób. Jej powierzchnia wynosi 26 km².
Wyspa posiada piaszczyste plaże i rafy koralowe. Najwyższe wzniesienia wyspy osiągają wysokość 12 m n.p.m. Wyspa stanowi niewielki ośrodek ruchu turystycznego.